# Scapino Ballet

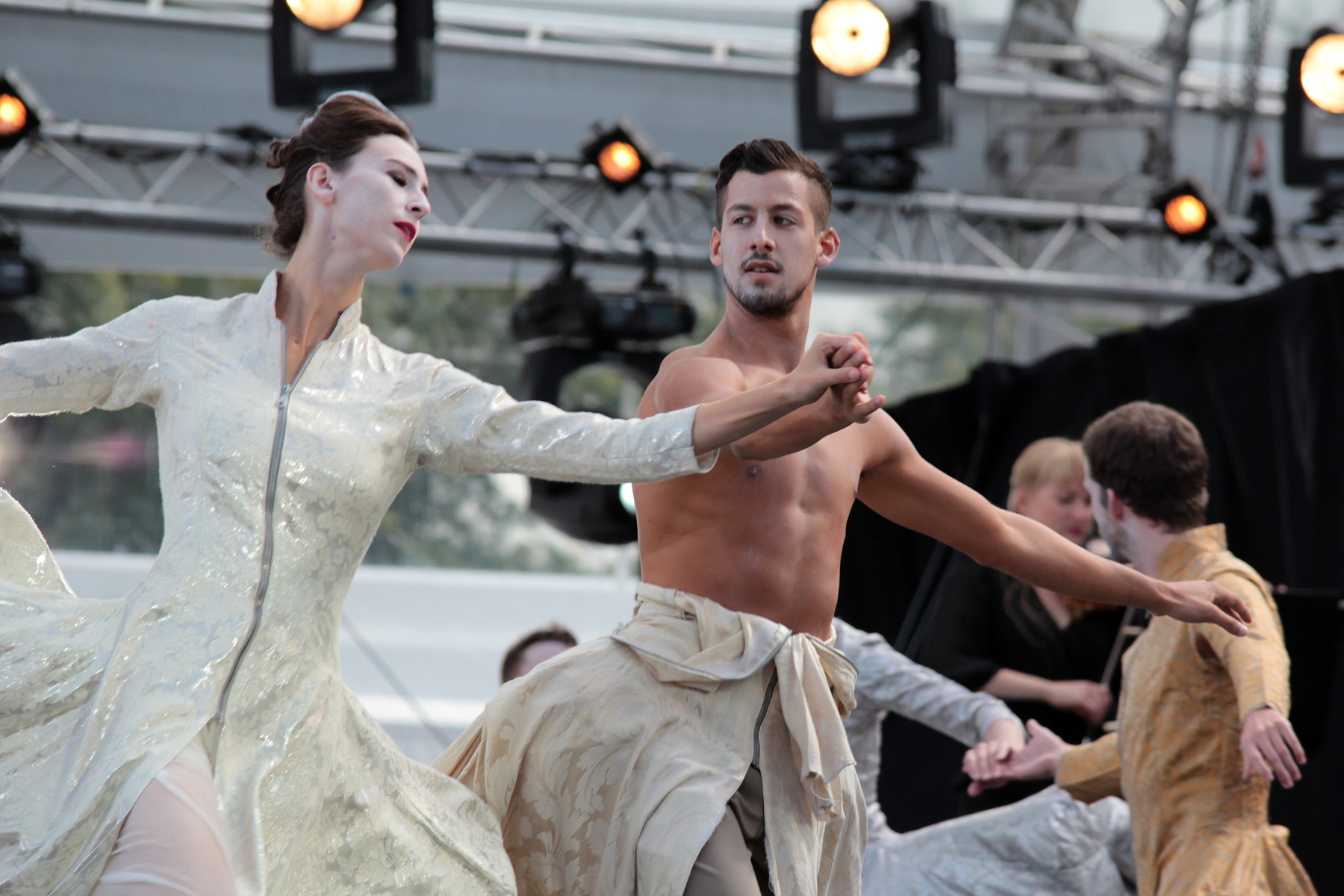
Fragment uit Pearl tijdens de Uitmarkt in Amsterdam

Scapino Ballet Rotterdam is een Nederlands ballet- en dansgezelschap uit Rotterdam. Scapino is Nederlands oudste professionele dansgezelschap en is sinds 1994 gevestigd in Rotterdam.

## Geschiedenis
Scapino Ballet Rotterdam werd in 1945 in Amsterdam opgericht door onder meer de in 2001 overleden danspedagoge mevrouw Hans Snoek en kunstenaar Nicolaas Wijnberg. De groep ontleende zijn naam aan een figuur uit de Italiaanse commedia dell'arte. De Scapino-figuur gaf daarin dansend, mimespelend en vertellend toelichting op de voorstellingen.
Scapino Ballet Rotterdam was de eerste dansgroep ter wereld speciaal voor de jeugd. Ook was dit het eerste reisgezelschap van Nederland. In de beginperiode waren vooral jongeren de doelgroep, maar gedurende de laatste decennia van de twintigste eeuw begon Scapino zich meer op volwassenen te richten. Het gezelschap heeft zich ontwikkeld tot een van de trendsetters van dans in Nederland en Europa, eerst onder de artistieke leiding van Armando Navarro (met balletmeesteres Marianne Sarstädt) die later opgevolgd werd door Nils Christe.
Begin jaren negentig verhuisde Scapino van Amsterdam naar Rotterdam om daar stadsdansgezelschap te worden onder de naam Scapino Ballet Rotterdam.

## Artistiek en dansers
Sinds 1992 is de artistieke leiding in handen van Ed Wubbe. Afwisselend met de huischoreografen verzorgt hij de choreografie van de meeste voorstellingen. In januari 2023 is bekendgemaakt dat de Nederlandse choreograaf Nanine Linning Wubbe in 2025 zal opvolgen als artistiek directeur. Lanning was van 2001 tot 2006 al verbonden aan het gezelschap als huischoreograaf. 
Ed Wubbe ontving in 2017 de Gouden Zwaan en werd benoemd tot Ridder in de Orde van de Nederlandse Leeuw, beide voor zijn verdiensten voor de dans.
De Nederlandse Bonnie Doets, sinds 1993 aan Scapino verbonden en winnares van de Gouden Zwaan 2013, is de sterdanseres van het gezelschap. Na 30 jaar stopt Doets als danseres bij Scapino Ballet Rotterdam. Zij danste haar laatste grote première met de voorstelling Oscar (2022) in Koninklijk Theater Carré. 
Bekende Nederlanders die bij Scapino Ballet Rotterdam hebben gezeten, zijn Jan Kooijman, bekend van Goede tijden, slechte tijden en het dansprogramma So You Think You Can Dance, danseres Penney de Jager, bekend van het tv-programma Toppop, en Albert Mol, bekend van onder meer de film Fanfare en het televisieprogramma Wie van de Drie.

## Choreografen
Andere choreografen die werk maakten voor Scapino Ballet Rotterdam zijn o.a. Françoise Adret, Maurice Béjart, Krisztina de Châtel, Nils Christe, Ryan Djojokarso, Joeri Dubbe, Marco Goecke, Käthy Gosschalk, Nanine Linning, Annabel Lopez Ochoa, Hans van Manen, Marcos Morau, Armando Navarro, Hans Snoek, Melanie Teall, Thom Stuart, Hans Teurlings

## Choreografieën
- De nieuwe kleren van de keizer (1947) door Hans Snoek
- Pas de Deux (1956) door Françoise Adret
- Swing (1956) door Hans van Manen
- De Notekraker (1975) door Armando Navarro
- Kathleen (1992) door Ed Wubbe
- Romeo en Julia (1995) door Ed Wubbe
- Nico (1997) door Ed Wubbe & John Cale
- Scum (2003) door Nanine Linning
- De Notenkraker (2008) door Marco Goecke
- Songs for Drella (2011) door Ed Wubbe & Marco Goecke
- Pearl (2012) door Ed Wubbe
- Le Chat Noir (2013) door Felix Landerer, Marco Goecke & Ed Wubbe
- The Great Bean (2013) door Ed Wubbe
- Henry (2015) door Itamar Serussi
- TING! (2016) door Ed Wubbe & Nits
- Pablo (2016) door Marcos Morau
- Scala (2017) door Ed Wubbe
- Pas de deux (2019) door Ed Wubbe
- All hands on deck (2019) door Ed Wubbe & Släpstick
- TOF! (2019) door Nicole Caruana
- Cathedral (2019) door Marcos Morau & Lorena Nogal & Sinfonia Rotterdam
- The Blend (2020) door Alba Castillo & DOX & Justin de Jager
- The Square (2021) door Shailesh Bahoran & Joost Vrouenraets & Borna Babić & Justin de Jager & Alba Castillo
- Casablanca (2021) door Ed Wubbe
- The Square2 (2022) door Mario Bermúdez Gil & Antonin Comestaz & Ryan Djojokarso & Richard van Kruysdijk
- Oscar (2022) door Ed Wubbe & Blaudzun
- Two Tales (2023) door Danae & Dionysios & Erika Silgoner